# Filip Rajmont
Filip Rajmont (* 9. září 1977 Praha) je český herec a dabér.

## Životopis
Vystudoval DAMU, obor herectví. V roce 2000 nastoupil do angažmá v Klicperově divadle v Hradci Králové. Od roku 2005 byl na volné noze a spolupracoval s řadou divadel, např. Švandovo divadlo na Smíchově, Národní divadlo, Divadlo pod Palmovkou, Divadlo Komedie, Viola, aj.
Od roku 2010 do 2023 byl stálým členem Činohry Národního divadla, a vystupoval ve více než 50 divadelních hrách , od té doby zůstává jeho stálým spolupracovníkem. Aktuálně v sezóně 2024/2025 vystupuje na scéně Laterny magiky jako kněz Gracián ve hře Valerie a týden divů.
V televizi se proslavil rolí Oskara Prokeše v seriálu Velmi křehké vztahy (TV Prima). Také ztvárnil postavu Martina Nováka v seriálu Nováci a učitele Otu Puklického v seriálu Ulice.
Pravidelně moderuje hudebně-zábavní pořad Barování se Sandrou Novákovou v Malostranské besedě.